# Claudia Albert
Claudia Albert (* 1953) ist eine deutsche Literaturwissenschaftlerin.

## Leben
Sie studierte Germanistik, Romanistik und Komparatistik in Köln, Toulouse und Berlin (FU) und Schulmusik (Hauptfach Querflöte) an der Hochschule der Künste Berlin (erstes Staatsexamen 1977, zweites Staatsexamen 1979, Erweiterungsprüfung für Spanisch 1979). Nach der Promotion 1982 und der Habilitation 1989 am Fachbereich Germanistik der FU Berlin lehrt sie dort als außerplanmäßige Professorin.
Ihre Forschungsschwerpunkte sind bürgerliche Kultur und Identität im 18. Jahrhundert, Weimarer Republik, deutsch-französische und deutsch-spanische Literaturbeziehungen und österreichische und DDR-Literatur.

## Schriften (Auswahl)
- Der melancholische Bürger. Ausbildung bürgerlicher Deutungsmuster im Trauerspiel Diderots und Lessings. Frankfurt am Main 1982, ISBN 3-8204-6276-7.
- Friedrich Schiller: Die Jungfrau von Orleans. Frankfurt am Main 1988, ISBN 3-425-06387-1.
- Das schwierige Handwerk des Hoffens. Hanns Eislers „Hollywooder Liederbuch“ (1942/3). Stuttgart 1991, ISBN 3-476-00715-4.
- Deutsche Klassiker im Nationalsozialismus. Schiller – Kleist – Hölderlin. Stuttgart 1994, ISBN 3-476-00985-8.
- Tönende Bildschrift. „Musik“ in der deutschen und französischen Erzählprosa des 18. und 19. Jahrhunderts. Heidelberg 2002, ISBN 3-935025-26-2.